# Море (Жура)
Море́ (фр. Morez) — колишній муніципалітет у Франції, у регіоні Бургундія-Франш-Конте, департамент Жура. Населення — 5068 осіб (2011).

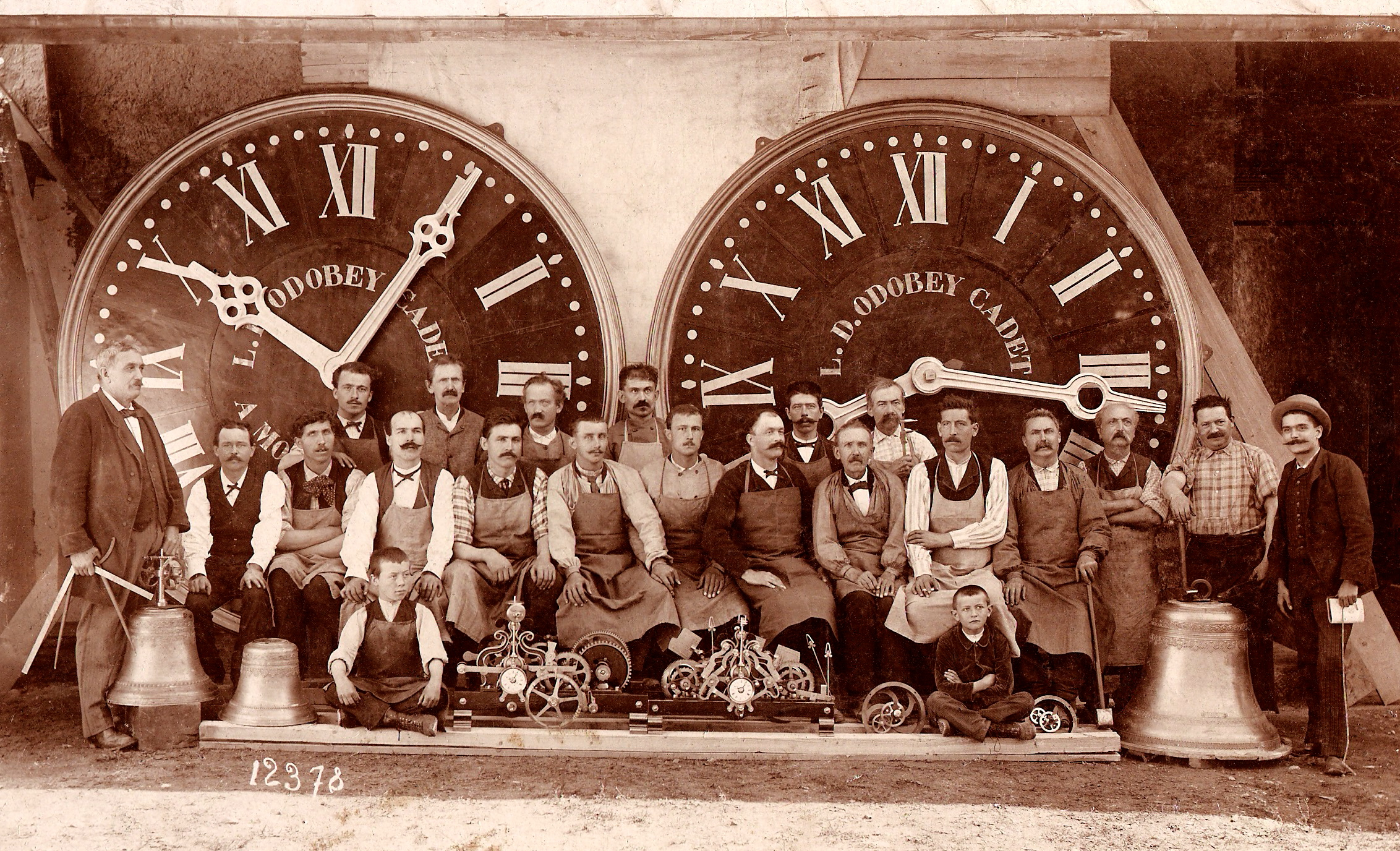
Годинникова мануфактура в Море

Муніципалітет був розташований на відстані близько 380 км на південний схід від Парижа, 80 км на південь від Безансона, 40 км на південний схід від Лонс-ле-Соньє.

## Історія
У 1956-2015 роках муніципалітет перебував у складі регіону Франш-Конте. Від 1 січня 2016 року належав до нового об'єднаного регіону Бургундія-Франш-Конте.
1 січня 2016 року Море, Леза i Ла-Муй було об'єднано в новий муніципалітет О-де-Б'єнн.

## Демографія
Динаміка населення (INSEE ):
Розподіл населення за віком та статтю (2006):
| Стать | Всього | До 15 років | 15-24 | 25-44 | 45-64 | 65-85 | Понад 85 |
| --- | ------ | ----------- | ----- | ----- | ----- | ----- | -------- |
| Чоловіки | 2649   | 523         | 550   | 739   | 572   | 229   | 36       |
| Жінки | 2801   | 449         | 531   | 775   | 612   | 337   | 97       |
| \| Статево-вікова піраміда \| Статево-вікова піраміда \| Статево-вікова піраміда \| \| ----------------------- \| ----------------------- \| ----------------------- \| \| Чоловіки \| Вік \| Жінки \| \| 36 \| 85 + \| 97 \| \| 29 \| 80-84 \| 110 \| \| 49 \| 75-79 \| 77 \| \| 82 \| 70-74 \| 85 \| \| 69 \| 65-69 \| 65 \| \| 114 \| 60-64 \| 94 \| \| 131 \| 55-59 \| 171 \| \| 139 \| 50-54 \| 151 \| \| 188 \| 45-49 \| 196 \| \| 196 \| 40-44 \| 208 \| \| 208 \| 35-39 \| 216 \| \| 184 \| 30-34 \| 155 \| \| 151 \| 25-29 \| 196 \| \| 248 \| 20-24 \| 233 \| \| 302 \| 15-20 \| 298 \| \| 188 \| 10-14 \| 110 \| \| 159 \| 5-9 \| 180 \| \| 176 \| 0-4 \| 159 \| |        |             |       |       |       |       |          |
| Статево-вікова піраміда |        |             |       |       |       |       |          |
| Чоловіки | Вік    | Жінки       |       |       |       |       |          |
| 36 | 85 +   | 97          |       |       |       |       |          |
| 29 | 80-84  | 110         |       |       |       |       |          |
| 49 | 75-79  | 77          |       |       |       |       |          |
| 82 | 70-74  | 85          |       |       |       |       |          |
| 69 | 65-69  | 65          |       |       |       |       |          |
| 114 | 60-64  | 94          |       |       |       |       |          |
| 131 | 55-59  | 171         |       |       |       |       |          |
| 139 | 50-54  | 151         |       |       |       |       |          |
| 188 | 45-49  | 196         |       |       |       |       |          |
| 196 | 40-44  | 208         |       |       |       |       |          |
| 208 | 35-39  | 216         |       |       |       |       |          |
| 184 | 30-34  | 155         |       |       |       |       |          |
| 151 | 25-29  | 196         |       |       |       |       |          |
| 248 | 20-24  | 233         |       |       |       |       |          |
| 302 | 15-20  | 298         |       |       |       |       |          |
| 188 | 10-14  | 110         |       |       |       |       |          |
| 159 | 5-9    | 180         |       |       |       |       |          |
| 176 | 0-4    | 159         |       |       |       |       |          |

## Економіка
2010 року серед 3471 особи працездатного віку (15—64 років) 2455 були активними, 1016 — неактивними (показник активності 70,7%, у 1999 році було 71,1%). З 2455 активних мешканців працювало 2036 осіб (1059 чоловіків та 977 жінок), безробітними було 419 (234 чоловіки та 185 жінок). Серед 1016 неактивних 512 осіб було учнями чи студентами, 231 — пенсіонерами, 273 були неактивними з інших причин.

У 2010 році в муніципалітеті числилось 2059 оподаткованих домогосподарств, у яких проживали 4688,0 особи, медіана доходів виносила 17 371 євро на одного особоспоживача

## Галерея зображень

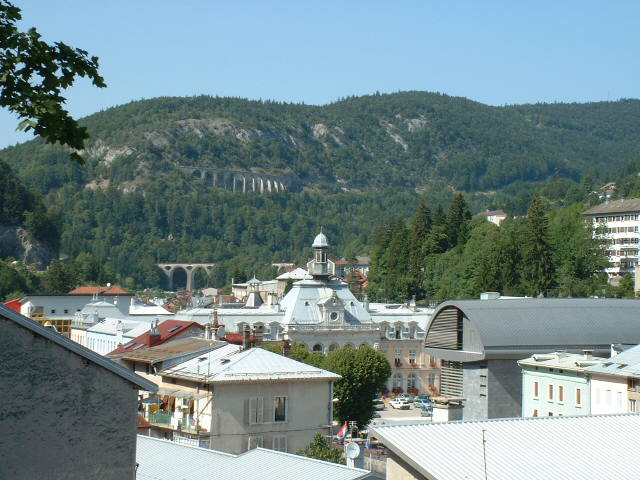
Місто Море
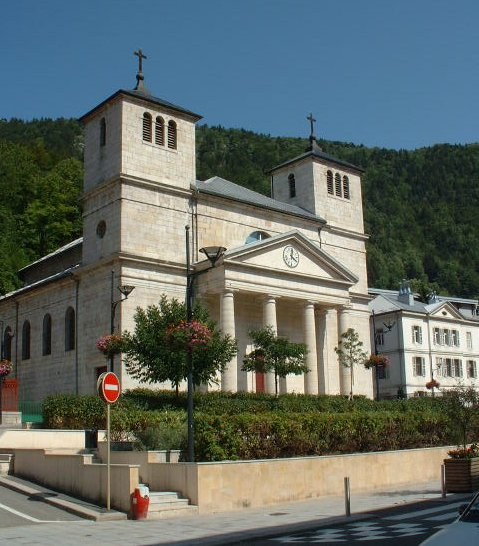
Церква в Море
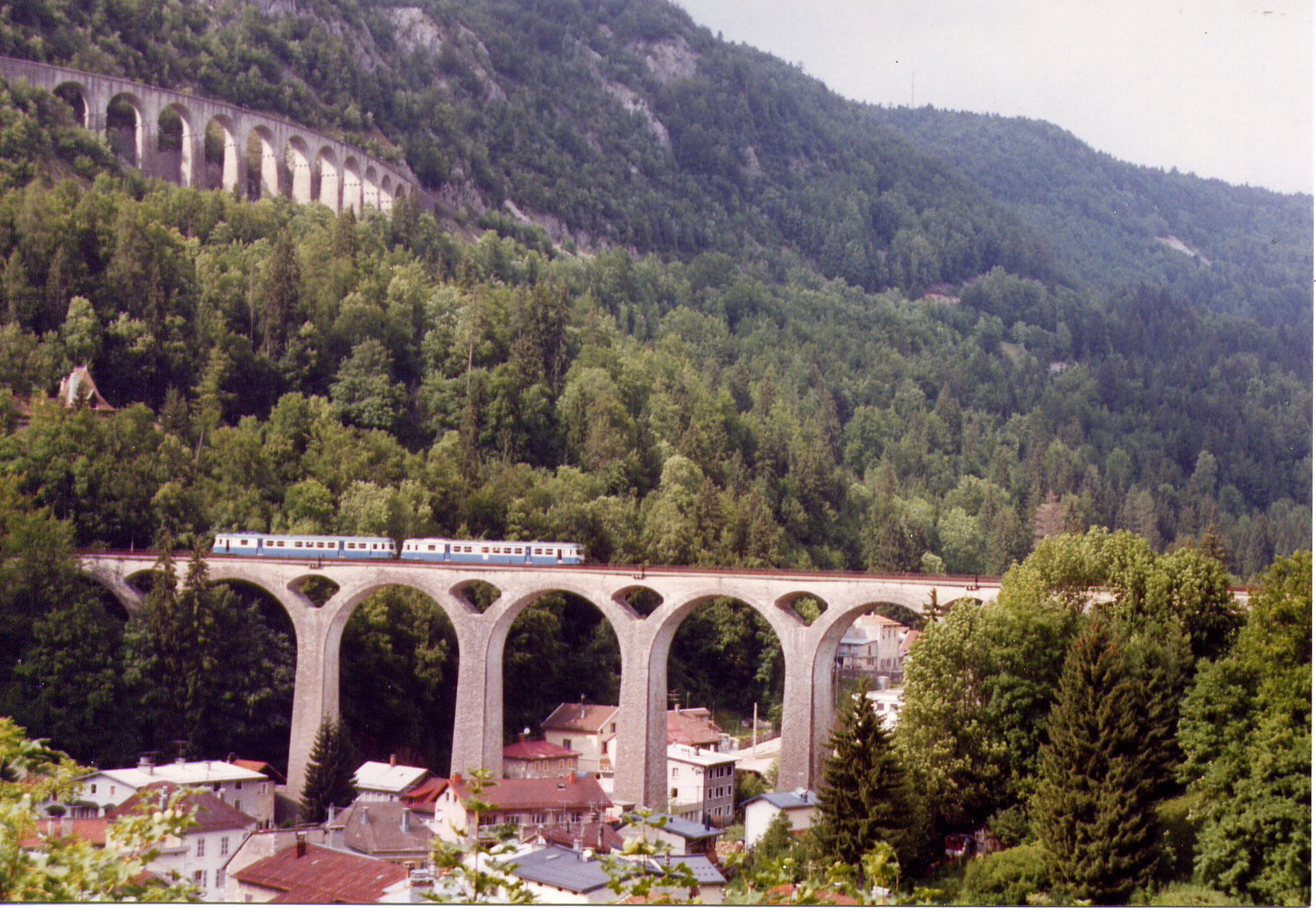
Відправлення потяга до станції Сен-Клод (Жура)
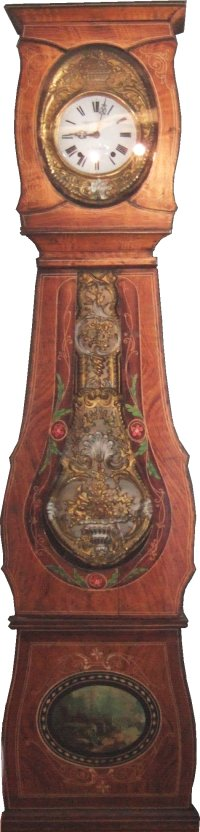
Годинник XIX століття
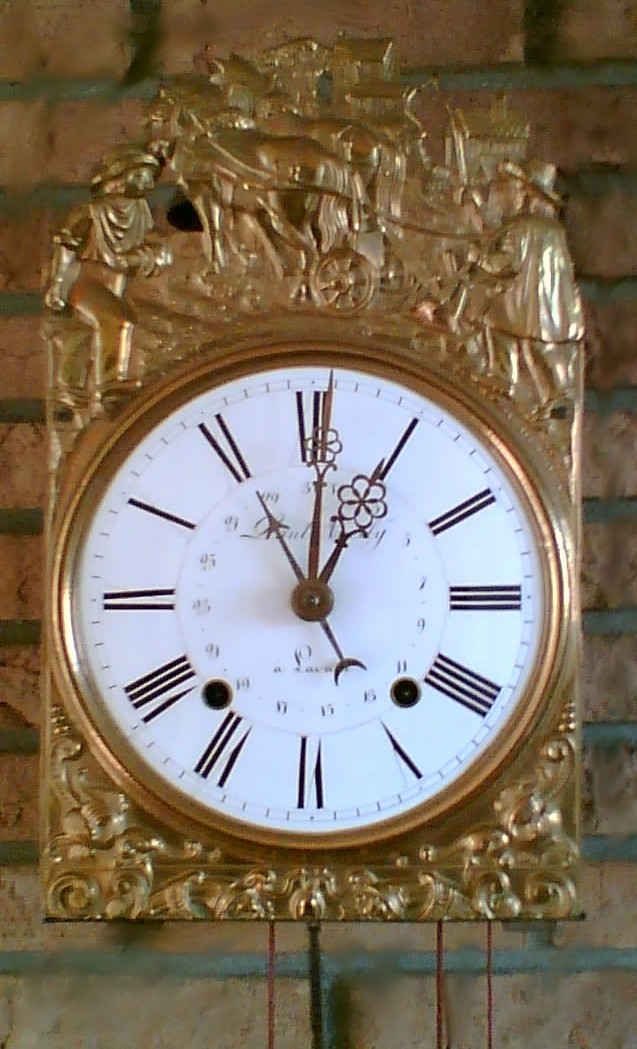
Годинник
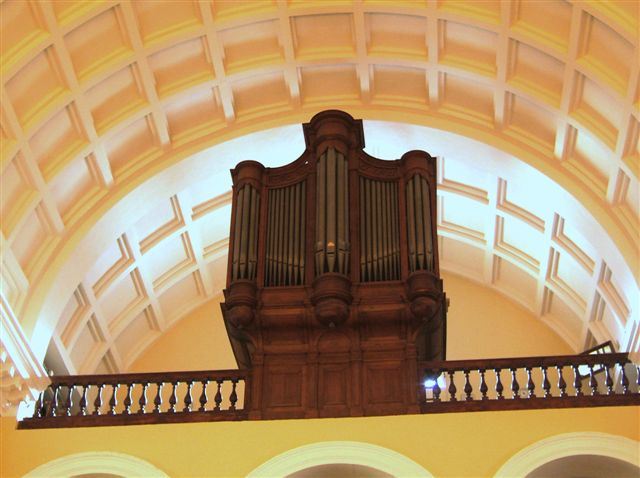
Орган у церкві в Море
Герб Море, створений 1867 року
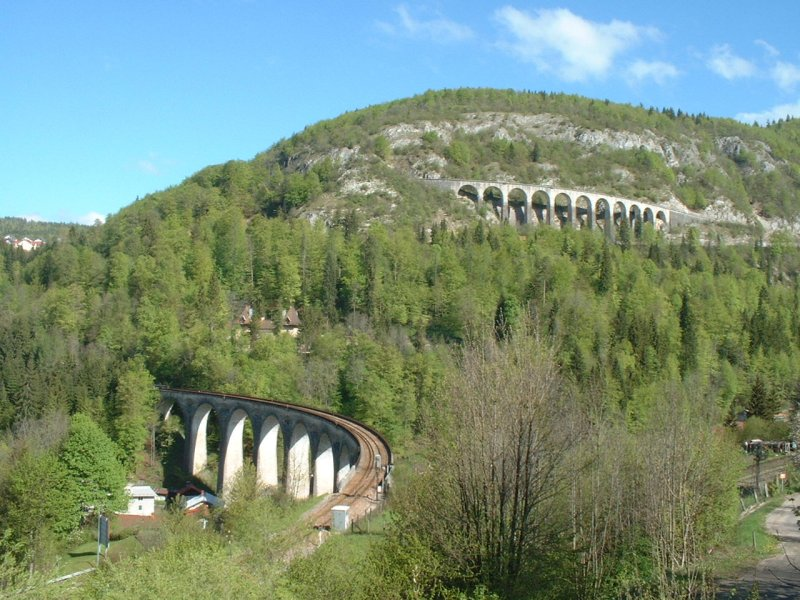
Знамениті віадуки в Море